# 蒂姆劳尔科格
蒂姆劳尔科格（德語：Tümlauer Koog）是德国石勒苏益格－荷尔斯泰因州的一个市镇。总面积6.20平方公里，总人口98人，其中男性59人，女性39人（2011年12月31日），人口密度16人/平方公里。